# Tomb Raider: The Legend of Lara Croft
Tomb Raider: The Legend of Lara Croft ist eine amerikanische Animationsserie, die auf der Tomb-Raider-Videospielserie von Crystal Dynamics basiert. Die Serie spielt nach den Ereignissen des Spiels Shadow of the Tomb Raider von 2018. Tasha Huo fungiert als Showrunnerin, Legendary Television und DJ2 Entertainment produzieren. Die Serie wird von den Powerhouse Animation Studios im texanischen Austin animiert und feierte am 10. Oktober 2024 auf Netflix Premiere.

## Prämisse
Die Serie spielt nach der Tomb-Raider-Reboot-Trilogie, die mit Shadow of the Tomb Raider abgeschlossen wurde.

## Produktion
Im Januar 2021 wurde berichtet, dass Netflix eine Fernsehserie im Anime-Stil bestellt hat, die auf Tomb Raider basiert. Die erste Bestellung war für zwei Staffeln ausgelegt und wurde von Crystal Dynamics, Legendary Television, DJ2 Entertainment und Tractorpants koproduziert. Die Serie wurde von Powerhouse Animation Studios animiert. Tasha Huo fungierte als Showrunnerin und war neben Dmitri M. Johnson, Timothy I. Stevenson, Howard Bliss und Jacob Robinson auch ausführende Produzentin. Im Mai 2021 wurde das Autorenteam entlassen.
Im September 2021 wurde bekannt gegeben, dass Schauspielerin Hayley Atwell im englischen Original die Stimme von Lara Croft übernehmen wird. In der deutschen Synchronisation ist die Hauptrolle mit der österreichischen Synchronsprecherin Anja Stadlober besetzt. Earl Baylon, der Jonah Maiava in der Reboot-Trilogie des Videospiels verkörperte, übernimmt seine Rolle erneut, im Deutschen ebenfalls von Daniel Welbat vertont. Im Oktober 2021 stieß Allen Maldonado als Laras Technikexperte Zip zur Besetzung, eine Figur, die erstmals im Spiel Tomb Raider: Chronicles eingeführt wurde und seit dem Spiel Tomb Raider: Underworld aus dem Jahr 2008 nicht mehr in der Serie aufgetaucht war. Die Serie markiert außerdem seinen ersten Auftritt in der Reboot-Kontinuität.
Im Oktober 2024 bestätigte Netflix die Verlängerung von Tomb Raider um eine zweite Staffel.

## Veröffentlichung
Tomb Raider: The Legend of Lara Croft wurde am 10. Oktober 2024 auf Netflix veröffentlicht.

## Synchronisation
Die deutschsprachige Synchronisation entsteht unter der Dialogregie und dem Dialogbuch von Birte Baumgardt bei der EVA Studios Germany GmbH in Berlin.
| Rolle             | Originalsprecher | Deutsche Sprecher  |
| ----------------- | ---------------- | ------------------ |
| Lara Croft        | Hayley Atwell    | Anja Stadlober     |
| Abby Ortiz        | Roxana Ortega    | Flavia Vinzens     |
| Camilla Doth      | Zoe Boyle        | Julia Kaufmann     |
| Charles Devereaux | Richard Armitage | Alexander Doering  |
| Conrad Roth       | Nolan North      | Erich Räuker       |
| Jonah Maiava      | Earl Baylon      | Daniel Welbat      |
| Joslin Reyes      | Mara Junot       | Annabelle Mandeng  |
| Lara (jung)       | Maggie Lowe      | Sarah Tkotsch      |
| Zip               | Allen Maldonado  | Claudio Maniscalco |

## Episodenliste
Die komplette Serie wurde am 10. Oktober 2024 auf Netflix sowohl im Original als auch auf Deutsch erstveröffentlicht.
| Nr. (ges.) | Nr. (St.) | Deutscher Titel                          | Originaltitel                 | Regie                | Drehbuch                    |
| ---------- | --------- | ---------------------------------------- | ----------------------------- | -------------------- | --------------------------- |
| 1          | 1         | Der erste Schritt                        | A Single Step                 | Cassie Urban         | Tasha Huo                   |
| 2          | 2         | Eine Lüge, auf die man sich geeinigt hat | A Set of Lies Agreed Upon     | Giselle „Faragon“ R. | Tasha Huo                   |
| 3          | 3         | Gefangen zwischen Alt und Neu            | Living Midnight               | Cassie Urban         | Tasha Huo                   |
| 4          | 4         | Große Lügen, kleine Geheimnisse          | Big Lies, Small Secrets       | Giselle „Faragon“ R. | Tasha Huo, Troy Dangerfield |
| 5          | 5         | Whanaungatanga                           | Whanaungatanga                | Cassie Urban         | Shakira Pressley            |
| 6          | 6         | Der spirituelle Weg                      | The Spirit Way                | Giselle „Faragon“ R. | Shakira Pressley            |
| 7          | 7         | Yin und Yang                             | Yinyang                       | Cassie Urban         | Tasha Huo                   |
| 8          | 8         | Eine lange Reise                         | A Journey of a Thousand Miles | Giselle „Faragon“ R. | Tasha Huo                   |

## Rezeption
Auf der Website Rotten Tomatoes bekam die Serie eine Durchschnittswertung von 62 % bei 13 veröffentlichten Kritiken. Das Publikum selbst gab im gleichen Medium eine Wertung von 64 %.
Peter Osteried von der deutschen Onlineplattform Golem.de lobt die Serie, in einer überwiegend positiven Kritik, für einen hochwertigen und homogenen Animationsstil und die gut ausgearbeiteten Charaktere. Kayleigh Dray nennt die Serie, in der britischen Tageszeitung The Guardian, eine „feministische Neuerfindung von Tomb Raider“ und lobt in ihrem Artikel vor allem, dass die Hauptfigur als unabhängige Frau dargestellt wird, die mit realen Problemen zu kämpfen hat.